# Manuel Antonio Valarezo
 Manuel Antonio Valarezo Luzuriaga (Loja, 7 de junio de 1937), es un sacerdote y obispo católico ecuatoriano, que se desempeñó como el primer Obispo de Galápagos de la que es su obispo emérito.

## Biografía
Nació en Loja, capital de la provincia homónima y es especializado en Comunicación Social

### Ordenación Sacerdotal
Fue ordenado sacerdote el 11 de agosto de 1962.

###### Cargos
- Fue Ministro Provincial de los Franciscanos Menor durante dos mandatos.
- Visitador General, Representante del Padre General, en Venezuela y Perú.

### Ordenación Episcopal

#### Prefecto Apostólico de las Islas Galápagos
Fue ordenado prefecto apostólico de las Galápagos el 22 de junio de 1990.

#### Obispo titular de Querastonia
Fue nombrado Obispo titular de Querastonia el 22 de abril de 1996.

#### Obispo del Vicariato Apostólico de Galápagos
El 15 de julio de 2008, tras la elevación de la entonces Prelatura a Vicariato, fue nombrado por el Papa Benedicto XVI como el I Obispo del Vicariato Apostólico de las Islas Galápagos, tomando posesión ese mismo día.

###### Cargos desempeñados por el obispo
Se desempeñaba como miembro del Consejo de Medios de Comunicación Social de la Conferencia Episcopal Ecuatoriana.

## Renuncia al Vicariato
El 29 de octubre del 2013, el Papa Francisco, aceptó su renuncia, debido a la edad.